# Kościół w Källunge
Kościół w Källunge – świątynia należąca do diecezji Visby Kościoła Szwecji. Znajduje się w środkowej części Gotlandii.

## Architektura
Nawa i wieża kościoła są romańskie i pochodzą z XII wieku. W XIV wieku rozpoczęła się przebudowa świątyni w stylu gotyku, jednak objęła ona tylko prezbiterium. Z tego też powodu dzisiaj można oglądać tę nieproporcjonalnie ogromną część kościoła. Portal w nawie posiada bogate zdobienia o motywach ludowych.

## Wnętrze

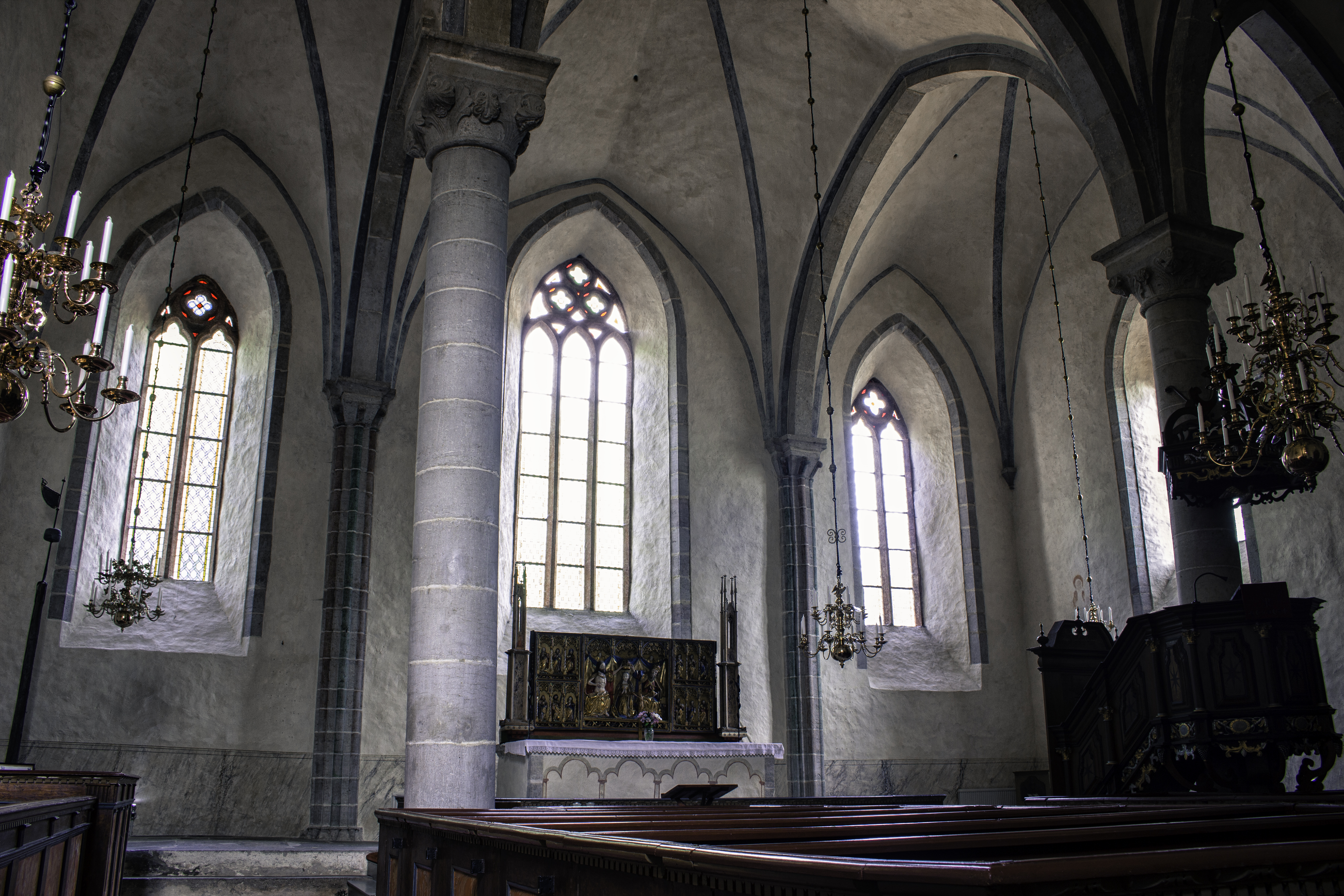
Wnętrze

We wnętrzu romańskich części świątyni oglądać można zachowane fragmenty rosyjsko-bizantyjskich fresków z XIII wieku. W części gotyckiej znajdują się malowidła z XIV i XV wieku.
W kościele stoi średniowieczna chrzcielnica wykonana przez Bizantiosa w XII wieku. Trzyczęściowy ołtarz, prezentujący w centrum ukoronowanie Maryi, pochodzi z XVI wieku i do 1684 roku znajdował się w katedrze w Visby. Ambona została wykonana w 1707 roku.